# JS Kabylie
Jeunesse Sportive de Kabylie (kab. ⵉⵍⵎⵣⵢⵏ ⵉⵏⴰⴷⴰⵍⴻⵏ ⵏ ⵍⵇⴲⴰⵢⵍ, Ilemẓiyen inaddalen n leqbayel)  – algierski klub piłkarski z siedzibą w Tizi Wuzu.
Jest jednym z najbardziej utytułowanych i najbogatszych klubów w Afryce. Wcześniej nosił nazwy JS Kawkabi (1974-77) i JE Tizi-Ouzou (1977-89).
Trenerem klubu w latach 1977–1991 był Stefan Żywotko.

## Sukcesy
- 14-krotny mistrz Algierii: 1973, 1974, 1977, 1980, 1982, 1983, 1985, 1986, 1989, 1990, 1995, 2004, 2006, 2008.
- 12-krotny wicemistrz Algierii: 1978, 1979, 1981, 1988, 1999, 2002, 2005, 2007, 2009, 2014, 2019, 2022
- 5-krotny zdobywca Pucharu Algierii: 1977, 1986, 1992, 1994, 2011
- 6-krotny finalista Pucharu Algierii: 1979, 1991, 1999, 2004, 2014, 2018
- 2-krotny zdobywca Afrykańskiego Pucharu Mistrzów: 1981, 1990
- 1-krotny zdobywca Afrykańskiego Pucharu Zdobywców Pucharów: 1995
- 1-krotny zdobywca Superpucharu Afryki: pucharu 1982
- 3-krotny zdobywca Afrykańskiego Pucharu Konfederacji: 2000, 2001, 2002